# Geoffrey Richardson
Geoffrey Richards (Hinckley, 15 luglio 1950) è un polistrumentista, compositore e produttore discografico britannico celebre per la sua militanza nella band rock progressivo Caravan.

## Biografia
Richardson si unì agli Spirogyra nel 1971, per poi lasciare la band l'anno successivo ed unirsi ai Caravan. A metà degli anni '70, si è diversificato in sessioni di lavoro con vari musicisti, tra cui Kevin Ayers.
A partire dalla fine degli anni settanta è stato in tour con Murray Head e Bob Geldof; ha inoltre al suo attivo due album come solista.

## Discografia

### Solista
- 1993 - Viola Mon Amour
- 2015 - The Garden of Love

### Con i Caravan
- 1973 - For Girls Who Grow Plump in the Night
- 1975 - Cunning Stunts
- 1976 - Blind Dog at St. Dunstans
- 1977 - Better by Far
- 1980 - The Album
- 1982 - Back to Front
- 1994 - Cool Water
- 1995 - The Battle of Hastings
- 2003 - The Unauthorized Breakfast Item
- 2013 - Paradise Filter
- 2021 - It's None of Your Business

### Collaborazioni
- 1976 - Sunset Wading - John Perry
- 1979 - Beetween Us - Murray Head
- 1987 - Primitive Dance - Paul Brady
- 1989 - Present the Doo Experience - Mister Doo